# Romy Rosemont
Pour les articles homonymes, voir Rosemont.
Romy Rosemont est une actrice américaine, connue notamment pour le rôle de Carole Hudson dans Glee, Jacqui Franco dans Les Experts et plus récemment Diane Matthews dans Beyond.

## Biographie
Elle est apparue en tant qu'invitée dans de multiples séries télévisées comme Shark, Prison Break, Grey's Anatomy, Private Practice, New York, unité spéciale, The Fosters, Drop Dead Diva, Les Experts : Miami, Grimm ou encore The Fosters. Elle a aussi fait une apparition en 2010 dans Esprits criminels avant d'obtenir le rôle de Carole Hudson (puis Hudson-Hummel) dans Glee la même année.
Elle a épousé Stephen Root en secondes noces et a un fils d'un premier mariage. Le couple devait apparaître ensemble dans le film Red State en 2011 mais Romy a dû abandonner le film pour cause d'incompatibilité de calendrier. Toutefois, ils sont apparus dans le même épisode de la 4e saison de Fringe.
En 2012, elle fait une apparition en tant que star invitée dans la série Les Experts : Miami où Grant Gustin apparaît également dans le même épisode. Depuis 2017, elle fait partie de la distribution principale de la série Beyond.